# 行云二号
行云二号是由中国航天科工四院旗下航天行云科技有限公司研制的一系列卫星，主要用于验证天基物联网通信技术、星间激光通信技术以及低成本商业卫星平台技术。首次发射于2020年5月12日。
行云二号卫星是“行云工程”的一部分，该工程计划发射80颗小卫星，建立中国首个低轨窄带通信卫星星座，打造最终覆盖全球的天基物联网。行云工程最终被合并至国网星座。

## 发射列表
| 发射时间             | 卫星编号     | 运载火箭           | 发射场           | 轨道         | 结果 |
| -------------------- | ------------ | ------------------ | ---------------- | ------------ | ---- |
| 2020年5月12日9时16分 | 行云二号01星 | 快舟一号甲运载火箭 | 酒泉卫星发射中心 | 太阳同步轨道 | 成功 |
| 2020年5月12日9时16分 | 行云二号02星 | 快舟一号甲运载火箭 | 酒泉卫星发射中心 | 太阳同步轨道 | 成功 |